# Гураль Віталій Олегович
Віталій Олегович Гураль (нар. 2 січня 1994, с. Шидлівці, Хмельницька область) — Підполковник Збройних сил України, учасник російсько-української війни. Герой України (2022).

## Життєпис
В період з 2009 по 2013 року навчався в Коледжі Подільського Державного Аграрно-Технічного Університету за спеціальністю: «Монтаж, обслуговування та ремонт електротехнічних установок в агропромисловому комплексі», професійна кваліфікація: «Технік – електрик», навчання завершив з відзнакою.
В період з 2013 по 2016 року навчався в Національному Університеті Біоресурсів і Природокористування України за спеціальністю: «Енергетика сіль господарського виробництва, професійна кваліфікація: «Інженер – дослідник із енергетики сільськогосподарського виробництва».
В період з 2013 по 2015 року навчався на Кафедрі військової підготовки при Національному Університеті Біоресурсів і Природокористування України, пройшов повний курс військової підготовки за програмою підготовки офіцерів запасу за військовою спеціальністю «Експлуатація та ремонт електро і спец обладнання та автоматики бронетанкової техніки», згідно наказу Міністра Оборони України №841 від 23 жовтня 2015 року присвоєно первинне військове звання «Молодший лейтенант».

### Російське вторгнення в Україну (2022)
У ході російського вторгнення в Україну 2022 року капітан Віталій Гураль особисто керував бойовими діями з метою недопущення просування сил противника в Чернігівській області, неодноразово планував та організовував здійснення вогневого ураження ворожих ударних груп Російської Федерації.

## Нагороди
- Відзнакою Начальника Генерального Штабу Збройних сил України (2016) - «Учасник АТО»;
- Медаллю Керівника Військово – Цивільної Адміністрації міста Авдіївка Донецької області (2016) – «За оборону Авдіївки»;
- Нагрудним знаком Міністра Оборони України (2018) – «За зразкову службу»;
- Почесним нагрудним знаком Начальника Генерального Штабу Головнокомандувача Збройних Сил України (2018) – «За досягнення у військовій службі ІІ ступеня»; [2]
- Почесним нагрудним знаком від Командувача Сухопутних військ Збройних Сил України (2019) – «За службу»;
- Почесним нагрудним знаком Начальника Генерального Штабу Головнокомандувача Збройних Сил України (2019) – «За досягнення у військовій службі І ступеня»; [3]
- Нагрудним знаком Міністра Оборони України (2019) – «Знак пошани»;
- Почесним нагрудним знаком Головнокомандувача Збройних Сил України (2020) – «За досягнення у військовій службі І ступеня»;
- Почесним нагрудним знаком від Командувача військ оперативного командування «Північ» Сухопутних військ Збройних Сил України (2020) – «За сумлінну службу»;
- Відзнакою Командувача Об’єднаних Сил Збройних Сил України (2021) – «Козацький Хрест І ступеня»;
- медаллю «За військову службу Україні» (2021) - за особисту мужність і відвагу, самовіддані дії, виявлені у захисті державних інтересів України;
- звання «Герой України» з врученням ордена «Золота Зірка» (2022) — за особисту мужність і героїзм, виявлені у захисті державного суверенітету та територіальної цілісності України, вірність військовій присязі [4].
- Відомча заохочувальна відзнака Міністерства оборони України (2023) - «Вогнепальна зброя».
- Почесним нагрудним знаком Головнокомандувача Збройних Сил України (2024) – «Хрест хоробрих»;